# Куменовий метод
Куме́новий ме́тод (кумо́льний ме́тод) — промисловий метод синтезу фенолу C6H5OH із бензену і пропілену. Метод полягає у реакції вихідних речовин із утворенням кумену (ізопропілбензену), котрий внаслідок окиснення розщеплюється на фенол та ацетон, інший промислово важливий продукт:
Вперше цей спосіб синтезу був розроблений у 1942 році в таборі ГУЛАГ латвійським хіміком Рудольфом Удрісом під керівництвом Петра Сергеєва. У західній науковій літературі метод має назву процес Хока (англ. Hock process), за ім'ям Генріха Хока, який запропонував аналогічний спосіб синтезу фенолу у 1944 році.
Куменовий метод є основним способом отримання фенолу у промислових масштабах — на нього припадає близько 95 % світового виробництва.
Окрім самого фенолу, за цим методом можна отримати й інші феноли, такі як нафтоли та гідрохінон.

## Стадії синтезу

### Алкілювання бензену
Сполучення бензену та пропілену відбувається за реакцією алкілювання Фріделя—Крафтса у присутності ортофосфатної кислоти:

### Окиснення
Окиснення кумену здійснюється шляхом його реакції із киснем повітря. Взаємодія проводиться у барботажному реакторі за тиску від атмосферного до 700 кПа та температури 80—120 °C. Каталізатором реакції виступають солі кобальту.
Побічними продуктами реакції окиснення є ацетофенон і диметилбензиловий спирт. Другий дегідратується на наступній стадії до альфа-метилстирену, котрий відділяється для подальшого гідрування до кумену і повертається у цикл виробництва.
До ймовірних забруднювачів гідропероксиду належать метанол і непрореагований кумен, які відокремлюються дією адсорбентів типу активованого вугілля. Концентрація отриманого на цій стадії гідропероксиду варіюється у межах 20—40 %, а за рахунок вакуумної дистиляції цей показник вдається підвищити до 65—90 %.

### Розщеплення
Стадія розщеплення гідропероксиду кумену проводиться за температури 100 °C у реакторах із теплообмінниками, оскільки реакція протікає дуже швидко і є сильно екзотермічною (енергетичний ефект реакції — 252 кДж/моль)
У кислому середовищі, яке створює 40 % сульфатна кислота і невелика кількість каталізатору (на рівні мільйонних масових часток), протонований гідропероксид втрачає молекулу води. Внаслідок 1,2-зсуву ця частинка перегруповується у карбокатіон, котрий приєднує втрачену молекулу води, утворюючи напівацеталь. Ацеталь розпадається у кислому середовищі на фенол та ацетон:
Разом зі стадією окиснення етап розщеплення має основне значення при оцінці ефективності виробництва. Зокрема, одному кілограму кумену, отриманому після першої стадії, відповідає близько 0,75 кг кінцевого фенолу і 0,46 кг ацетону. Вихід фенолу за двома кінцевими стадіями перевищує 98 %, а загальний вихід фенолу за цим методом сягає 96 %.